# Alexander Rodnyansky
Alexander Yefymovych Rodnyansky (Ucrânia, 2 de julho de 1961) é um cineasta, produtor cinematográfico, produtor de televisão e empresário ucraniano.